# Odgiętka wetlińska
Odgiętka wetlińska (Lignomyces vetlinianus (Domański) R.H. Petersen & Zmitr.) – gatunek grzybów należący do rodziny boczniakowatych (Pleurotaceae). 

## Systematyka i nazewnictwo
Pozycja w klasyfikacji:  Resupinatus, Pleurotaceae, Agaricales, Agaricomycetidae, Agaricomycetes, Agaricomycotina, Basidiomycota, Fungi.
Należy do monotypowego rodzaju Lignomyces R.H. Petersen & Zmitr. 2015. Po raz pierwszy opisał go w 1964 r. Stanisław Domański, nadając mu nazwę Pleurotus wetlinianus. W 2015 r. R.H. Petersen i Ivan V. Zmitrovich przenieśli go do rodzaju Lignomyces. Synonimy:
- Pleurotus vetlinianus Domański 1964
- Resupinatus vetlinianus (Domański) M.M. Moser 1979[3].

W 1993 r. Barbara Gumińska i Władysław Wojewoda nadali mu polską nazwę boczniak wetliński, w 1998 r. W. Wojewoda zmienił ją na boczniak wetliński, w 2003 r. wrócił do pierwszej nazwy. Obecnie obydwie są niespójne z aktualną nazwą naukową.

## Morfologia
Owocnik
Cyfelloidalny, siedzący lub pseudotrzonowy, głęboko zakorzeniony w drewnie na którym się rozwija, o kształcie nerkowatym, kolistym, uszkowatym lub szeroko kliniastym z podwiniętym brzegiem. Kapelusz o średnicy 25–80 mm, powierzchni początkowo kutnerowatej z nibykolcami o wysokości 1–2 mm, potem wełnistej. Barwa w okresie dojrzałości biaława do kremowej, jasno ochrowa, czasem z izabelowatym odcieniem. Nibytrzon cienki, początkowo walcowaty, umiarkowanie pofałdowany, w kolorze kości słoniowej.
Trama w kapeluszu biała, po wyschnięciu o delikatnie marmurkowej konsystencji z gęstą, żelatynowatą warstwą o grubości 1–2 mm na blaszkach, która w stanie świeżym jest ledwo wyczuwalna, ale po wysuszeniu staje się szklista i ma kolor ciemnej ochry. Blaszki o szerokości 1–7 mm, z 2–3 rzędami blaszeczek, cienkie, białawe, całe, czasami tylko ząbkowane przy trzonie. Trzon o grubości 3–25 mm, twardomięsisty, zwężający się do szerokoklinowatego. Miąższ w stanie świeżym biały, makroskopowo wyraźnie jednorodny, z czasem o barwie kości słoniowej, o mocnym, lekko zjełczałym zapachu i smaku podobnym do drobnoporka mlecznego (Postia tephroleuca).
Cechy mikroskopowe
Podstawki 25–34 × 6–8 µm, maczugowate, ze sprzążką bazalną, czterema sterygmami o długości 25 µm. Pleurocystydy rzadkie lub powszechne, 20–65 × 3,8–9 µm, zwykle wąskie, cienkościenne, szkliste, powstające w subhymenium i wykraczające ponad hymenium10–35 mm. Krawędź blaszek płodna z rozproszonymi cheilocystydami o wymiarach 49–80 × 3,8–8 µm, wystającymi ponad hymenium na 10–20 mm. Są wąsko wrzecionowate do cylindrycznych, szkliste z jednorodną zawartością. Bazydiospory 5,2–8,7 × 2,8–5 µm; Q =1,67–2,14, szeroko cylindryczne, elipsoidalne, gładkie, cienkościenne, szkliste.

## Występowanie i siedlisko
Znane są jego stanowiska tylko w Polsce i Rosji. W Polsce do 2003 r. znane były tylko stanowiska w Bieszczadzkim Parku Narodowym, podane przez S. Domańskiego w 1967 i 1970r., w późniejszych latach podano następne.
Nadrzewny grzyb saprotroficzny, w Polsce notowany na obumarłym drewnie buka.